# جيم كلارك (سائق فورمولا 1)
جيم كلارك (بالإنجليزية: Jim Clark) (مواليد 4 مارس 1936 - الوفاة 7 أبريل 1968) في اسكتلندا، المملكة المتحدة، هو سائق فورملا 1 بريطاني سابق بدأ مسيرته الاحترافية سنة 1960. حائز على بطولة العالم للفورملا 1. كان أول سباق له هو جائزة هولندا الكبرى 1960، حقق أول فوز له في جائزة بلجيكا الكبرى 1962. خاض خلال مسيرته 73 سباقاً فاز في 25 منها.

## سباقات شارك فيها
- لو مان 24 ساعة
- بطولة العالم للسيارات الرياضية

## بطولات حققها
- بطولة العالم للفورمولا 1
- جائزة بلجيكا الكبرى 1962
- جائزة جنوب أفريقيا الكبرى 1968

## روابط خارجية
- جيم كلارك على موقع IMDb (الإنجليزية)
- جيم كلارك على موقع الموسوعة البريطانية (الإنجليزية)
- جيم كلارك على موقع كينوبويسك (الروسية)
- جيم كلارك على موقع Racing-Reference.info (الإنجليزية)
- جيم كلارك على موقع DriverDB.com (الإنجليزية)
- جيم كلارك على موقع eWRC-results.com (الإنجليزية)
- جيم كلارك قاعة قاعة إسكتلندا للمشاهير الرياضية (الإنجليزية)